# 素囊台吉
素囊台吉（?—?），名温布，孛儿只斤氏。也称哑不害台吉，又译作素郎台吉。16世纪蒙古右翼土默特部領主，俺答汗和三娘子的孙子，不他失礼和把汉比吉的儿子。
素囊台吉靠着祖母三娘子的势力，占有大板升（今内蒙古土默特右旗）之众，在诸部中最富。明朝封他为都督同知，万历二十五年（1597年），升任龙虎将军。万历三十五年（1607年），俺答汗的长孙、第三代顺义王撦力克死后，素囊台吉执掌了祖母三娘子的兵权，与撦力克长孙卜失兔争夺土默特部和顺义王之位，阻止卜失兔与三娘子合婚。在五路把都儿台吉等七十余位领主与其母把汉比吉的干预节制下，他只好同意了卜失兔与三娘子成婚并继承顺义王位，但始终不听命于卜失兔。他的儿子习令台吉。